# Franz Josef Kayser
Franz Josef Kayser (* 29. September 1928 in Köln; † 3. März 2015) war ein deutscher Politiker (CDU) und Verleger. Er war von 1972 bis 1982 und erneut von 1990 bis 1999 letzter ehrenamtlicher Bürgermeister der nordrhein-westfälischen Stadt Bad Honnef.

## Leben
Kayser kam nach Studium und einer Tätigkeit als Landtags- und Wirtschaftskorrespondent der internationalen Nachrichtenagentur AFP nach Honnef (ab 1960 Bad Honnef). Dort erwarb er Anfang der 1950er-Jahre die Honnefer Volkszeitung (HVZ) von der Gründerfamilie. Er leitete sie hauptberuflich über einen Zeitraum von fast fünf Jahrzehnten bis 2002 als Verleger und Herausgeber. Sie galt zuletzt als eine der kleinsten Tageszeitungen Deutschlands und wurde ebenfalls 2002 eingestellt.
Kayser war verheiratet und hatte zwei Söhne. Er wurde auf dem Alten Friedhof seiner Heimatstadt beigesetzt.

## Politischer Werdegang
Ab 1959 wirkte Kayser im Vorstand des CDU-Stadtverbands. 1961 wurde er erstmals in den Stadtrat von Bad Honnef gewählt. Von 1969 bis 1971 war er dort Vorsitzender der CDU-Fraktion. Im Januar 1972 folgte seine Wahl als Nachfolger des langjährigen Amtsinhabers Jakob Mölbert zum ehrenamtlichen Bürgermeister der Stadt. Von 1975 bis 1979 war er zudem Stadtverbandsvorsitzender der CDU. 1979 wurde Kayser in den Kreistag des Rhein-Sieg-Kreises gewählt. Aufgrund eines vermeintlichen Abrechnungsskandals um die städtischen Kurkliniken, im Zuge derer die Staatsanwaltschaft nach einer Anzeige wegen Betrugs durch die Bundesversicherungsanstalt für Angestellte im Juni 1979 gegen Kayser und weitere Vertreter der Stadt ermittelte und schließlich Anklage erhob, trat er im Mai 1982 vom Amt des Bürgermeisters zurück; das Verfahren wurde aus Mangel an Beweisen im Juni 1984 eingestellt. Seine Mitgliedschaft im Kreistag endete 1989. Erneut war Kayser von September 1990 bis 1999 Bürgermeister der Stadt Bad Honnef. 2003 endete auch seine Mitgliedschaft im Stadtrat.
Über einen Zeitraum von gut 40 Jahren gehörte Kayser Gremien der Stadtsparkasse Bad Honnef an, davon viele Jahre als Vorsitzender des Verwaltungsrats.

## Ehrungen
- 1980: Dr.-Johann-Christian-Eberle-Medaille der deutschen Sparkassen[8]
- 1981: Bundesverdienstkreuz am Bande[7]
- 1995: Bundesverdienstkreuz 1. Klasse (Höherstufung)[7]
- 2001: Ehrenring der Stadt Bad Honnef[7]